# Basen oceaniczny

Formy ukształtowania dna oceanicznego.

Basen oceaniczny (głębia) – forma ukształtowania dna oceanicznego, ogromne obniżenia w skorupie, rozpościerające się poniżej szelfu i stoków kontynentalnych. Rozpościerają się one na głębokości od 3000 m do 6000 m i zajmują 50% powierzchni Ziemi (ok.70% powierzchni dna oceanicznego). 
Dawniej sądzono, że rzeźba basenów oceanicznych przedstawia mało urozmaiconą, płaską powierzchnię. Badania dowiodły jednak, że dno oceanów jest silnie urozmaicone, podobnie jak powierzchnie lądowe. Wyrastają z niego liczne góry podmorskie, a grzbiety śródoceaniczne ciągną się tysiące kilometrów i przypominają wielkie łańcuchy górskie na lądach. W niektórych miejscach szczyty wychodzą nad powierzchnię wody tworząc wyspy lub archipelagi wysp